# Віллар-Пелліче
Віллар-Пелліче (італ. Villar Pellice, п'єм. Ël Vilar Pélis) — муніципалітет в Італії, у регіоні П'ємонт,  метрополійне місто Турин.
Віллар-Пелліче розташований на відстані близько 540 км на північний захід від Рима, 55 км на південний захід від Турина.
Населення — 1128 осіб (2014).

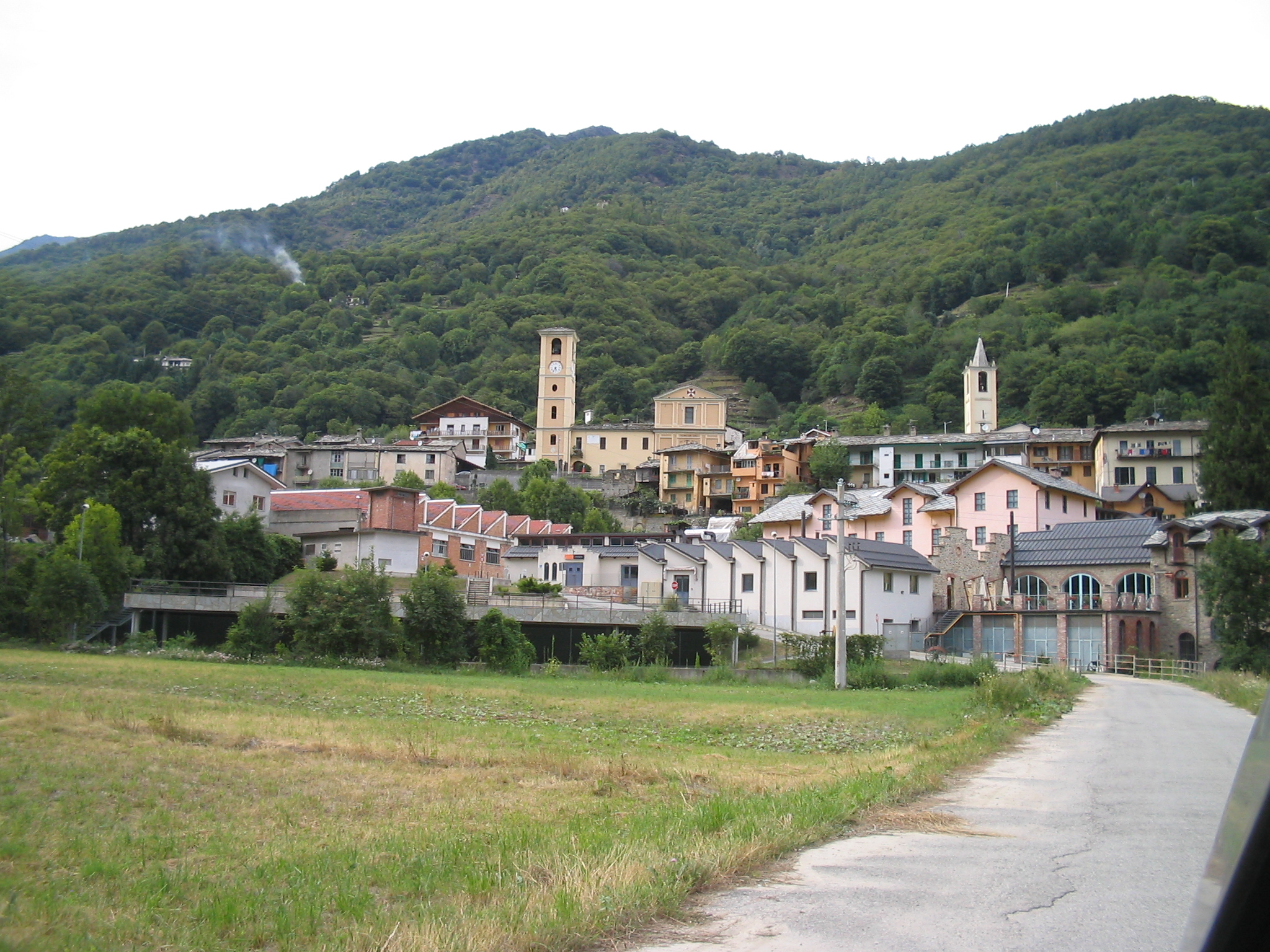

Щорічний фестиваль відбувається 22 вересня. Покровитель — San Maurizio.

## Демографія
Населення за роками:

Станом на 1 січня 2023 року в муніципалітеті офіційно проживало 40 іноземців з 12 країн, серед них 22 громадяни країн Євросоюзу та 5 громадян України.

## Сусідні муніципалітети
- Ангронья
- Баньйоло-П'ємонте
- Боббіо-Пелліче
- Криссоло
- Перреро
- Пралі
- Рора
- Торре-Пелліче